# كلام عكسي
الكلام العكسي (بالإنجليزية: Reverse speech)‏ هو علم زائف دافع عنه ديفيد جون أوتس لأول مرة واكتسب هذا الموضوع شعبيته عندما تم ذكره في برنامج حواري إذاعي ليلي من تقديم آرت بيل يدعى الساحل إلى الساحل صباحًا. هذا العلم يدعى أننا نحن المتحدثون البشريون ننتج لا شعوريًا رسائل خفية أثناء عملية إنتاج اللغة المنطوقة، هذه الرسائل الخفية تعطي نظرة ثاقبة لأفكارنا الداخلية، يَدَّعي أوتس أن لديه تطبيقات في العلاج النفسي وعلم الجريمة والتفاوض التجاري، ومع ذلك تم رفض ادعاءاته من قبل العلم والأوساط الأكاديمية السائدة.

## ادعاءات
ادعى أوتس أنه في المتوسط مرة واحدة في كل 15-20 ثانية من المحادثة العرضية ينتج الشخص جملتين مترابطتين -رسالة «منطوقة» يتم سماعها بوعي ورسالة «معكوسة» مدمجة بشكل غير واعي في خطاب الشخص، ومن المفترض أن هذين النمطين من الكلام للأمام وللخلف يعتمدان على بعضهما البعض ويشكلان جزءًا لا يتجزأ من التواصل البشري، في ديناميكيات التواصل بين الأشخاص يجتمع كلا نمطي الكلام للتعبير عن النفس الكلية للشخص: الكلام الواعي أو المنطوق والكلام غير الواعي أو العكسي، يدَّعي أوتس أن الكلام غير الواعى دائمًا ما يكون صادقًا ويكشف الحقيقة حول نوايا المتحدث ودوافعه، التسجيل الأكثر شهرة الذي يُزعم أنه يوضح هذا هو الخطاب الذي ألقاه نيل آرمسترونغ في وقت أول هبوط مأهول على سطح القمر في 20 يوليو 1969، إذا تم تشغيلها بطريقة معكوسة فإن الكلمات «خطوة صغيرة للإنسان» (small step for man) تبدو إلى حد ما مثل «الإنسان سوف يمشي في الفضاء» (Man will space walk).
تفسير بديل لهذه الظاهرة هو باريدوليا وهو ميل الدماغ البشري إلى إدراك أنماط ذات مغزى في الضوضاء العشوائية، من المحتمل حدوث باريدوليا عندما يحاول الشخص واعيًا اكتشاف نمط، كما هو الحال بالنسبة لشخص يستمع إلى عبارات واضحة في الكلام بالطريقة المعكوسة، ثم تستخدم قوة الاقتراح لدفع المستمع لسماع ما يريده مقدم العرض أن يسمع، فعلى سبيل المثال: يخبر ديفيد جون أوتس دائمًا المستمع مسبقًا بما يجب أن يتوقع سماعه، وبالتالي يزرع اقتراحًا يجعل المستمع أكثر احتمالًا «لسماع» هذه العبارة، وقد أظهرت دراسة أنه عند الاستماع إلى المقاطع نفسها دون إخبار الافراد مسبقًا بما يمكن توقعه فإن النتائج يكون لها تباين أعلى.

## الرفض من المجتمع العلمي
معظم الأكاديميين في مجال اللسانيات لم يهتموا بعمل أوتس، وقد أُطلق عليه علم زائف. وبالنسبة للجزء الأكبر رفضت الجامعات ومعاهد البحث اختبار نظريات أوتس بسبب الافتقار إلى الأساس النظري لجعل توقعاته تستحق الاختبار، ولأن العديد من ادعاءاته غير قابلة للاختبار، لكن واحدة من التجارب العلمية القليلة لتقييم ادعاءات أوتس لم تدعم النتائج التي توصل إليها، انتقد آخرون «الكلام العكسي» لأنه يفتقر إلى منهجية صارمة ولا يتم إعلامه بفهم القضايا في اللسانيات، ووُصِف أوتس بأنه «أكثر اهتمامًا بتحقيق الربح من تعليم الآخرين»، مشيرين إلى الكمية الكبيرة من البضائع والخدمات التي يبيعها موقعه على الويب، وقد قورِن الكلام العكسي مع المجال المثير للجدل (المسمى بالعلم الزائف من قبل البعض) للبرمجة اللغوية العصبية، وبسبب النغمة «العقائدية» لمواد أوتس قورِن الكلام العكسي أيضًا مع «الأدب الهامشي».
كما طُعِنَ في ادعاءات أوتس نفسها حول تطبيقات الكلام العكسي، تساءلت أحد التقارير عما إذا كان الكلام العكسي قد استُخدم بالفعل في عمل الشرطة كما ادعى أوتس. وبالمثل فإن ادعاءه بأن الكلام العكسي له تطبيقات في علم النفس والعلاج النفسي لا يدعمه البحث السائد في هذه المجالات، وُصِف عمل أوتس بأنه «خطير» بسبب احتمال إساءة استخدامه واحتمال أن يؤدي إلى اتهامات باطلة لأشخاص في المحاكم الجنائية على غرار الممارسة المثيرة للجدل للتواصل الميسر.
في عام 2002 كشفت وكالة المخابرات المركزية السرية وثائق حول الكلام العكسي.